# Recopa Sudamericana
Recopa Sudamericana (portugheză Recopa Sul-Americana), sau simplu Recopa (spaniolă: [reˈkopa], portugheză: [ʁɛˈkɔpɐ]), este o competiție internațională de club, organizată de CONMEBOL și desfășurată anual începând cu 1988. Ea reprezintă un meci dintre campioana din Copa Libertadores și cea din Copa Sudamericana, fiind de fapt supercupa Americii de Sud.

## Rezultate
| Finala | Câștigătoare | Scor | Finalistă | Finala | Câștigătoare | Scor | Finalistă |
| ------ | ------------ | ---- | --------- | ------ | ------------ | ---- | --------- |

| 2025 |                                |                                |                                | 2026 |                  |       |                   |
| 2023 | Del Valle ✠                    | 1 - 1                          | Flamengo                       | 2024 | Fluminense       | 2 - 1 | LDU Quito         |
| 2021 | Defensa⁠(d) ✠                   | 3 - 3                          | Palmeiras                      | 2022 | Palmeiras        | 4 - 2 | Athletico PR      |
| 2019 | River Plate                    | 3 - 1                          | Athletico PR                   | 2020 | Flamengo         | 5 - 2 | Del Valle         |
| 2017 | Atlético Nacional              | 5 - 3                          | Chapecoense                    | 2018 | Grêmio ✠         | 1 - 1 | Independiente     |
| 2015 | River Plate                    | 2 - 0                          | San Lorenzo                    | 2016 | River Plate      | 2 - 1 | Santa Fe          |
| 2013 | Corinthians                    | 4 - 1                          | São Paulo                      | 2014 | Atlético Mineiro | 5 - 3 | Lanús             |
| 2011 | Internacional                  | 4 - 3                          | Independiente                  | 2012 | Santos           | 2 - 0 | U de Chile        |
| 2009 | LDU Quito                      | 4 - 0                          | Internacional                  | 2010 | LDU Quito        | 2 - 1 | Estudiantes       |
| 2007 | Internacional                  | 5 - 2                          | Pachuca                        | 2008 | Boca Juniors     | 5 - 3 | Arsenal Sarandí   |
| 2005 | Boca Juniors                   | 4 - 3                          | Once Caldas                    | 2006 | Boca Juniors     | 4 - 3 | São Paulo         |
| 2003 | Olimpia                        | 2 - 0                          | San Lorenzo                    | 2004 | Cienciano ✠      | 1 - 1 | Boca Juniors      |
| 1997 | Vélez Sársfield ✠              | 1 - 1                          | River Plate                    | 1998 | Cruzeiro         | 5 - 0 | River Plate       |
| 1995 | Independiente                  | 1 - 0                          | Vélez Sársfield                | 1996 | Grêmio           | 4 - 1 | Independiente     |
| 1993 | São Paulo ✠                    | 0 - 0                          | Cruzeiro                       | 1994 | São Paulo        | 3 - 1 | Botafogo RJ       |
| 1991 | Olimpia declarată câștigătoare | Olimpia declarată câștigătoare | Olimpia declarată câștigătoare | 1992 | Colo-Colo ✠      | 0 - 0 | Cruzeiro          |
| 1989 | Club Nacional                  | 1 - 0                          | Racing Club                    | 1990 | Boca Juniors     | 1 - 0 | Atlético Nacional |

## Câștigători și Finaliști
| Argentina         |          |                          |           |                         |              |
| Club Sportiv      | Campioni | Anii în care au câștigat | Finaliști | Anii în care au pierdut | Total finale |
| ----------------- | -------- | ------------------------ | --------- | ----------------------- | ------------ |
| Boca Juniors      | 4        | 1990, 2005, 2006, 2008   | 1         | 2004                    | 5            |
| River Plate       | 3        | 2015, 2016, 2019         | 2         | 1997, 1998              | 5            |
| Independiente     | 1        | 1995                     | 3         | 1996, 2011, 2018        | 4            |
| Vélez Sársfield   | 1        | 1997                     | 1         | 1995                    | 2            |
| Defensa⁠(d)        | 1        | 2021                     | -         |                         | 1            |
| Racing Club       | -        | Va urma                  | -         |                         | 1            |
| Brazilia          |          |                          |           |                         |              |
| São Paulo         | 2        | 1993, 1994               | 2         | 2006, 2013              | 4            |
| Internacional     | 2        | 2007, 2011               | 1         | 2009                    | 3            |
| Grêmio            | 2        | 1996, 2018               | -         |                         | 2            |
| Cruzeiro          | 1        | 1998                     | 2         | 1992, 1993              | 3            |
| Flamengo          | 1        | 2020                     | 1         | 2023                    | 2            |
| Palmeiras         | 1        | 2022                     | 1         | 2021                    | 2            |
| Santos            | 1        | 2012                     | -         |                         | 1            |
| Corinthians       | 1        | 2013                     | -         |                         | 1            |
| Atlético Mineiro  | 1        | 2014                     | -         |                         | 1            |
| Fluminense        | 1        | 2024                     | -         |                         | 1            |
| Ecuador           |          |                          |           |                         |              |
| LDU Quito         | 2        | 2009, 2010               | 1         | 2024                    | 3            |
| Del Valle         | 1        | 2023                     | 1         | 2020                    | 2            |
| Paraguay          |          |                          |           |                         |              |
| Olimpia           | 2        | 1991, 2003               | -         |                         | 2            |
| Columbia          |          |                          |           |                         |              |
| Atlético Nacional | 1        | 2017                     | 1         | 1990                    | 2            |
| Uruguay           |          |                          |           |                         |              |
| Club Nacional     | 1        | 1989                     | -         |                         | 1            |
| Chile             |          |                          |           |                         |              |
| Colo-Colo         | 1        | 1992                     | -         |                         | 1            |
| Peru              |          |                          |           |                         |              |
| Cienciano         | 1        | 2004                     | -         |                         | 1            |

## Titluri
| Țară      | Campioni | Vice-campioni | Total |
| --------- | -------- | ------------- | ----- |
| Brazilia  | 13       | 7             | 20    |
| Argentina | 10       | 7             | 17    |
| Ecuador   | 3        | 1             | 4     |
| Paraguay  | 2        | 0             | 2     |
| Columbia  | 1        | 1             | 2     |
| Uruguay   | 1        | 0             | 1     |
| Chile     | 1        | 0             | 1     |
| Peru      | 1        | 0             | 1     |